# Костёл Святого Стефана (Вильнюс)
Костёл Свя́того Стефа́на (лит. Šventojo Stepono bažnyčia, пол. Kościół Śwętego Stefana) в Вильнюсе — бывший католический храм во имя святого Стефана на окраине Вильнюса, памятник архитектуры и истории. Располагается в юго-восточной части города, в районе железнодорожного вокзала по улице Гележинкелё (Geležinkelio g. 39). К костёлу ведёт улица Стефановская (Швянтоё Стяпоно, Šv. Stepono g.). Храм включён в Регистр культурных ценностей Литовской Республики как объект национального значения, код 1042.

## История
Один из первых каменных храмов в предместьях Вильны был построен в 1600 году в Рудницком предместье, где хоронились жертвы эпидемий и голода. Инициатором постройки костёла был иезуит священник Шимон Высоцкий, организовавший сбор денег среди горожан. В 1604 году в костёле проходили пышные торжества по поводу канонизации святого Казимира. При храме действовала школа. В 1612 году горожане Андриан и Эмарциан Вежбицкие на свои средства на месте деревянного лазарета при храме возвели каменное здание, рассчитанное на 24 больных, и обустроили три часовни. Во время войны 1655 года костёл пострадал от пожара. Разрушенный тогда же лазарет был отстроен только в 1673 году.
В 1715 году виленский епископ Константы Казимеж Бжостовский передал костёл учреждённому им монастырю рохитов. Настоятелем храма стал старший брат ксёндз Кароль Люткевич. В 1717 году к храму была пристроена капелла Святого Роха для монахов, костёл был обновлён, лазарет расширен.
В 1752 году костёл перешёл в ведение сестёр конгрегации жития Марии (мариавиток). С позволения папы римского Климента XII ещё в 1737 году на участке лазарета была построена обитель сестёр мариавиток (деятельность которых заключалась преимущественно в обращении в христианство евреек). Его учредителем и фундатором был настоятель костёла священник Стефан Турчинович (ум. 1773). В 1739 году виленский епископ Михал Ян Зенкевич утвердил устав конгрегации, подготовленный Турчиновичем. Папа Бенедикт XIV, желая поощрить религиозное усердие монахинь, прислал им в 1752 году особое бреве, подтверждающую устав. За первых тридцать лет деятельности мариавиток в Вильне было обращено свыше 400 неофиток, главным образом девочек из еврейских семей. При монастыре действовала школа для девочек из неимущих семей. Монастырь со временем опустел, поскольку монашки переселились в Белоруссию, и был упразднён. Однако в 1770 году Ангела Потёмкинова с ещё тремя сёстрами в Риме получила благословение папы римского на возобновление в Вильне монастыря. Виленский епископ Игнацы Якуб Масальский подтвердил устав сестёр мариавиток и монастырь в 1788 году был возобновлён. Здания костёла и монастыря значительно пострадали от пожара и разрушений при обстреле Вильны российской артиллерией во время восстания 1794 года. Восстановлением занимались мариавитки.
Было построено два новых одноэтажных корпуса монастыря и официны для сирот (архитектор Грабовский; 1798). Реконструкцией костёла в 1801—1806 годах руководил архитектор Пьетро Росси. Была возведена колокольня у ворот прилегающего к костёлу кладбища. Ремонты проводились и позднее, особенно основательные после войны 1812 года и в 1820 году. В середине XIX века костёл принадлежал приходу Всех Святых, к которому относились и прилегающие Понары, Бурбишки, Белая Вака, Порубанек, Чёрный Бор и другие деревни.
По царскому указу 12 декабря 1864 года монастырь был упразднён. Монашки были переведены в монастырь бенедектинок при костёле Святой Екатерины. Здания монастыря были переоборудованы под тюрьму. Храм был приписан к костёлу Всех Святых. Главный вход в костёл оказался на территории тюрьмы, поэтому был замурован. При сооружении новой ограды тюрьмы в 1914 году была сильно повреждена часовня Святого Роха, в которой находилась скульптура святого в человеческий рост.
В начале XX века костёл оказался в соседстве с возводимыми производственными помещениями. В 1926 году в зданиях бывшего монастыря обосновался цех камнерезов, а кладбище превратилось в площадку хранения строительных материалов. В бывшем монастыре по-прежнему находилась тюрьма.
Во время Второй мировой войны костёл подвергся разрушениям. В 1946 году был проведён его ремонт. В 1948 году рядом с костёлом начал работать кирпичный цех, костёл использовался как склад. В 1975—1976 годах ремонтировались фасады костёла. Недействующий храм находится в ведении Молодёжного театра; использовался для хранения реквизита. В настоящее время реставрируется.
Костёл изображён на офорте Ежи Хоппена (1927) и темпере Бронислава Ямонта (1921—1922).

## Архитектура
Архитектурный облик костёла выделяет его из других вильнюсских храмов редкими маньеристскими формами декора фасада с элементами традиции готической оборонительной архитектуры. Костёл в плане формы креста с цилиндрическими башенками по углам. Покрыт черепицей. Наружные стены храма позднее были украшены парными пилястрами. Дверь главного входа покрыта кованым листовым железом в узоры. Окна имеют дубовые рамы, а два окна за главным алтарём, с железными рамами — витражи: по левой стороне витраж с изображением святого Стефана, по правой — Сердца Спасителя.
Внутри храм отличается простотой и отсутствием украшений. В XVIII веке интерьер украшали органные хоры и шесть барочных алтарей, погибших в 1794 году. В костёле было надгробие епископа Александра Петра Точиловского (ум. в 1808). В начале XIX века большой алтарь украшали образа святого Степана и святого Иосифа, приписываемые кисти Шимона Чеховича. В алтаре одной из капелл находился образ непорочного зачатия пресвятой Девы Марии, написанный Франциском Смуглевичем или его учеником.

## Кладбище
На кладбище при костёле было похоронено немало известных людей, в том числе известный архитектор, создатель классицизма в Вильне Лауринас Стуока-Гуцявичюс (1753—1798), епископ-суффраган виленский Давид Пильховский (1735—1800), профессор медицины Миколай Ренье (1746—1800), католический священник, профессор логики и философии Виленского университета Аниол Довгирд (1776—1835), философ и первый переводчик сочинений Иммануила Канта на польский язык Юзеф Владислав Быховец (1778—1845), «Нестор виленской сцены» Юзеф Роговский (ум. 1847), шамбелян короля Станислава Августа Ян Ходзько (родственник писателя Игнацы Ходзько и отец писателя Доминика Ходзько) и его жена. Кладбище с 1865 года закрыто. Заброшенное кладбище в межвоенные годы превратилось в площадку хранения строительных материалов.
Ныне скромным своеобразным деревянным памятником с едва читаемой надписью у южного фасада здания костёла отмечена только могила архитектора Лауринаса Стуоки-Гуцявичюса. Рядом на стене в 1998 году установлена мемориальная плита с портретным барельефом архитектора и надписью на литовском языке (скульптор Йонас Норас Нарушявичюс, архитектор Витаутас Заранка). До Второй мировой войны в стену была вмурована скромная таблица без каких бы то ни было украшений с надписью на польском языке.